# Trentepohlia persimilis
Trentepohlia persimilis är en tvåvingeart som beskrevs av Alexander 1932. Trentepohlia persimilis ingår i släktet Trentepohlia och familjen småharkrankar. Inga underarter finns listade i Catalogue of Life.